# Бухаруддин Юсуф Хабібі
Бухаруддин Юсуф Хабібі (25 червня 1936 — 11 вересня 2019) — індонезійський державний, громадський і політичний діяч, міністр науки і технологій, віце-президент і президент країни.

## Життєпис
1955 Хабібі виїхав на навчання до ФРН, де після закінчення Аахенського технічного університету тривалий час працював в авіабудівній компанії Messerschmitt-Bölkow-Blohm у Гамбурзі. Відомо, що Хабібі зробив значний внесок в удосконалення технологій і розвиток теоретичної термодинаміки й аеродинаміки за роки роботи на посаді інженера-конструктора.
1974 року на прохання Сухарто повернувся до Індонезії, де зайняв посаду радника президента з питань технологій. 1978 очолив міністерство технологій і досліджень. На посту міністра він працював упродовж десяти років. За той час чимало зусиль доклав для розвитку наукових досліджень, наукоємних технологій, високотехнологічного виробництва в країні. На тому посту став одним з найвпливовіших політиків у країні. Вступив до лав партії «Голкар», обіймав посаду координатора при голові ЦК партії у 1993—1998 роках.
1990 року, після того, як внутрішня політика Сухарто стала більш лояльною до ісламу, Хабібі також очолив Союз індонезійських ісламських інтелектуалів і займав той пост упродовж десяти років.
У січні 1998 року в умовах різкого послаблення економіки та внутрішньополітичної напруженості через наслідки фінансової кризи Сухарто був обраний на черговий, вже сьомий президентський термін. Хабібі у березні 1998 року був обраний віце-президентом країни. Внаслідок масових заворушень вже 21 травня 1998 року Сухарто був змушений залишити свій пост. Того ж дня Хабібі став новим президентом країни.
Новий кабінет міністрів, який сформував Хабібі, не надто відрізнявся від попереднього уряду, який очолював Сухарто. Кабінет зміг частково стабілізувати фінансово-економічне життя країни. Політика Хабібі мала більш ліберальний характер, ніж його попередника. Вже у вересні 1998 року Хабібі видав інструкцію про заборону дискримінації «некорінних» жителів країни, передусім китайців, що раніше заохочувалась. У січні 1999 року Хабібі оголосив про референдум щодо незалежності Східного Тимору, що був упродовж тривалого часу окупований індонезійськими військами. 30 серпня 1999 референдум відбувся, і жителі Східного Тимору висловились за незалежність.
Однак Хабібі продовжував асоціюватись з попередньою елітою країни та був змушений невдовзі залишити свій пост. Після виборів до Народний консультативний конгрес, що відбулись 7 червня 1999 року, на яких Голкар здобув тільки 20 % голосів, доля Хабібі була вирішена. 20 жовтня того ж року парламент обрав новим президентом відомого діяча ісламської опозиції, лідера партії Нахдатул Улама Абдуррахмана Вахіда, й Хабібі залишив свій пост.

## Нагороди
- Орден «Зірка Республіки Індонезії» 1-го ступеню (1998);
- Орден «Зірка Республіки Індонезії» 2-го ступеню (1998)[5];
- Орден «Зірка Махапутра» 1-го ступеня;
- Орден «Зірка Махапутра» 2-го ступеню.